# Бургундские Нидерланды
Бургундские Нидерланды — северные земли Бургундского герцогства в исторический период с 1384 по 1530 годы. Охватывали значительную часть Нижних Земель.
Значительная часть этих территорий была унаследована герцогами Бургундскими (младшей ветвью французской королевской династии Валуа) в 1384 году, после смерти Людовика Мальского. Его наследница Маргарита III вышла замуж за Филиппа Смелого, сына французского короля Иоанна II и основателя бургундской линии династии Валуа. Филипп унаследовал графства Фландрия, Артуа, Ретель, Бургундия и Невер. Вместе с Маргаритой они начали эру бургундского господства в нидерландском регионе.
Бургундские территории были расширены за счёт графства Намюр в 1421 году, герцогств Брабант и Лимбург в 1430 году, графств Эно, Голландия и Зеландия в 1432 году, герцогства Люксембург в 1441 году и герцогства Гельдерн в 1473 году.
Эра Валуа длилась до 1477 года, когда последний из герцогов — Карл Смелый — пал на поле боя, не оставив наследников мужского пола, и территория Герцогства Бургундского в соответствии с салическим законом перешла французской короне. Нидерландской частью бывших бургундских владений стали править дочь Карла Смелого — Мария Бургундская — и её муж Максимилиан I (император Священной Римской империи). Таким образом, власть в Бургундских Нидерландах перешла от Валуа к Габсбургам. Их внук Карл V издал в 1549 году Прагматическую санкцию, преобразовавшую Бургундские Нидерланды в Семнадцать провинций.